# サニン・プルチッチ
サニン・プルチッチは、ボスニア・ヘルツェゴビナのサッカー選手。ポジションはMF。フランス・ベルフォール出身。

## 経歴

### クラブ
FCソショーのユース出身で、2011年からプロキャリアをスタートさせた。はじめはBチームからスタートし、2013年8月31日のACアジャクシオ戦でリーグ・アンデビューを果たした。
2014年に同リーグのスタッド・レンヌに100万ユーロで移籍。契約期間は4年。

### 代表
2014年11月3日のリヒテンシュタイン戦でA代表デビューを飾った。

## 個人成績

### 代表での成績
出典
| ボスニア・ヘルツェゴビナ代表 | 国際Aマッチ | 国際Aマッチ |
| 年                           | 出場        | 得点        |
| ---------------------------- | ----------- | ----------- |
| 2014                         | 3           | 0           |
| 2015                         | 1           | 0           |
| 2016                         | 1           | 0           |
| 2017                         | 1           | 0           |
| 2018                         | 2           | 0           |
| 合計                         | 8           | 0           |